# Ėduard Nikolaevič Uspenskij
Eduard Nikolaevič Uspenskij (in russo Эдуа́рд Никола́евич Успе́нский?; Egor'evsk, 22 dicembre 1937 – Mosca, 14 agosto 2018) è stato uno scrittore sovietico, dal 1991 russo.
Autore di numerosi libri per bambini, ha creato tra gli altri il personaggio di Čeburaška.